# Xiandai hanyu guifan cidian
Le Xiàndài hànyǔ guīfàn cídiǎn (现代汉语规范词典, littéralement Dictionnaire standard de chinois moderne) est un dictionnaire de mandarin standard de la Foreign Language Teaching and Research Press (外语教学与研究出版社 Wàiyǔ jiàoxué yǔ yánjiū chūbǎn shè) publié en janvier 2004 et réédité en mai 2010.